# Coprinopsis cinerea
Coprinopsis cinerea là một loài nấm trong họ Psathyrellaceae.

## Hình ảnh

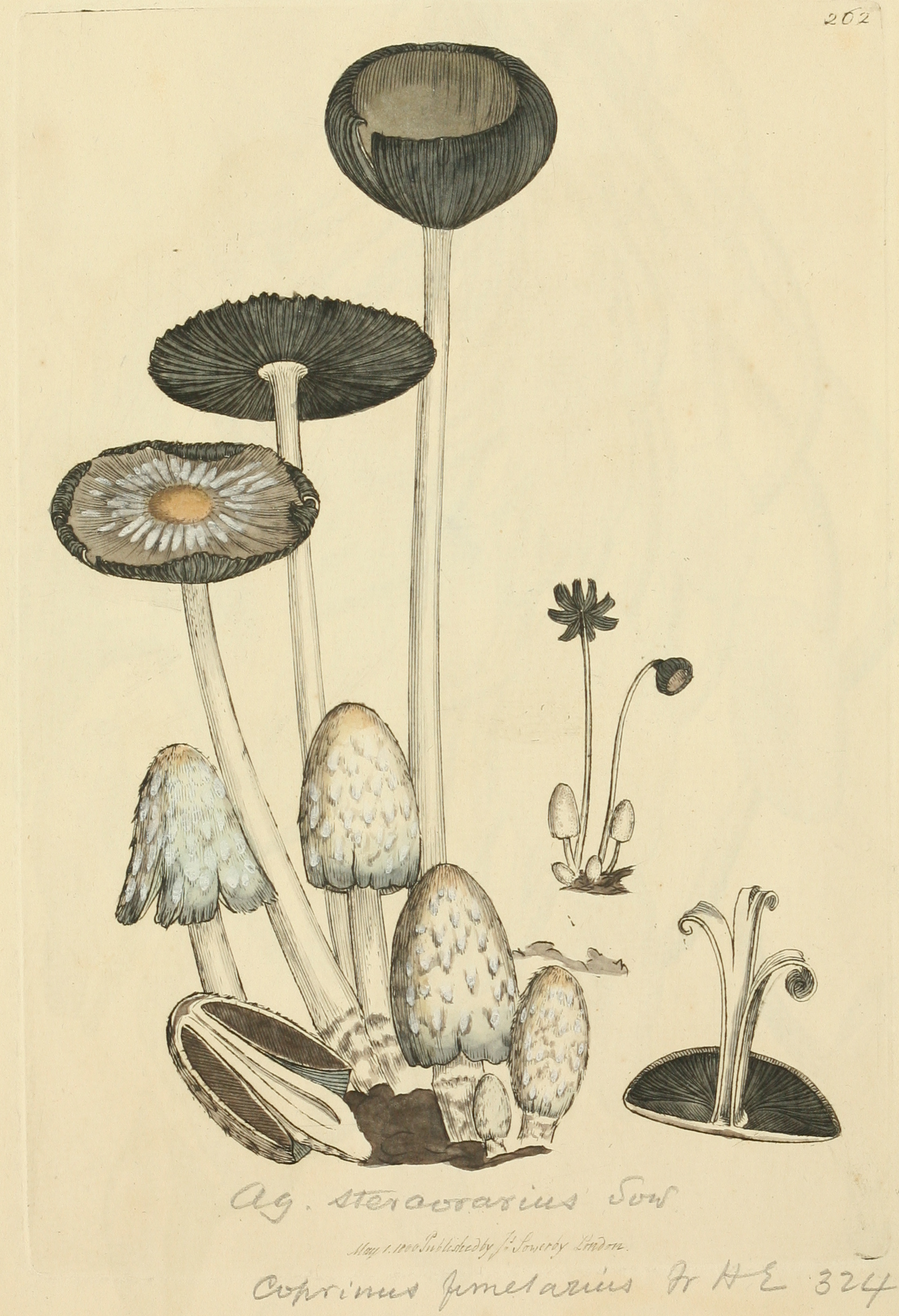
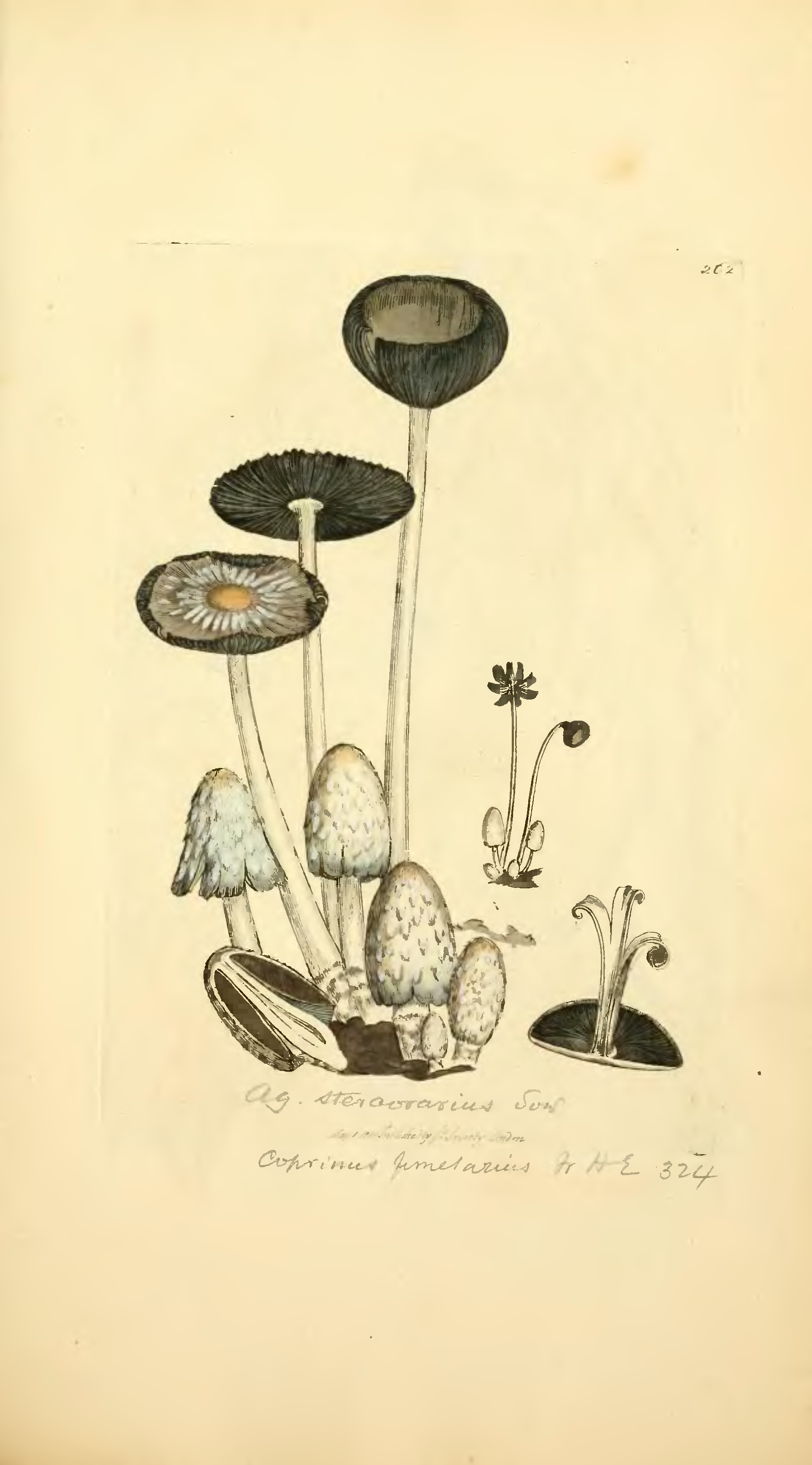
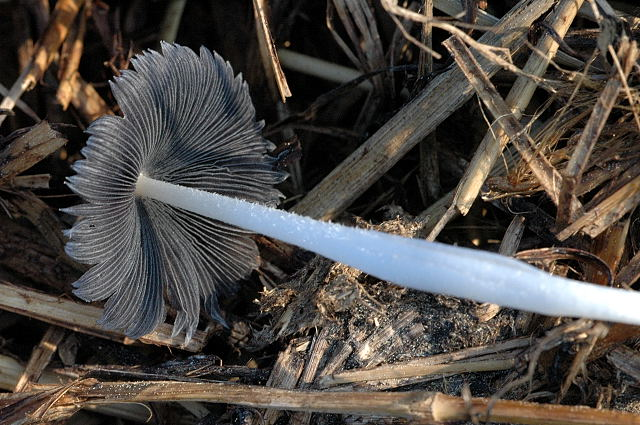
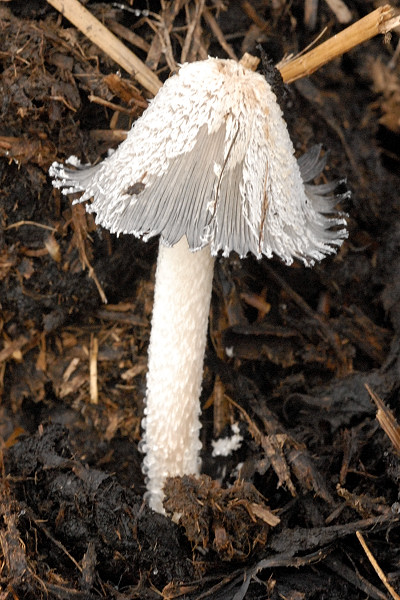